# DC Implosion

Logo de l'éditeur entre 1977 et 2005.

La DC Implosion est un nom populaire donné à la soudaine annulation de plus de deux douzaines de séries en cours et prévues par l'éditeur de comics américain, DC Comics, en 1978.

## Historique
Le nom est une référence sardonique à la DC Explosion, une récente campagne de commercialisation lors de laquelle DC a commencé à publier plus de titres, à augmenter le nombre des pages dans l'ensemble de ses titres et à augmenter le prix sur les couvertures,. L'Explosion elle-même a duré trois mois à partir de ses débuts, juin 1978, jusqu'à la refonte en septembre.
Depuis le début des années 1970, DC avait vu sa domination du marché dépassée par Marvel Comics, en partie parce que Marvel avait augmenté de façon significative le nombre de ses titres qu'il publiait (à la fois des titres originaux et des réimpressions). La DC Explosion était, en grande partie, un plan pour doubler Marvel en utilisant sa propre stratégie.
DC obtient le résultat inverse avec de faibles ventes durant l'hiver 1977. Cela a été en partie attribué au blizzard de 1977 (en) et à celui de 1978 (en) qui frappèrent l'Amérique du Nord, et qui perturbèrent la distribution des produits ainsi qu'une baisse des achats des consommateurs. En outre, les effets de l'inflation et de la récession économiques et l'augmentation des coûts du papier et de l'impression, ont conduit au déclin à la fois de la rentabilité de l'ensemble de l'industrie de la bande dessinée et du nombre de lecteurs. En réponse, les dirigeants de la compagnie ont ordonné que les titres ayant un faible taux de vente et que plusieurs nouvelles séries toujours en cours de développement soient annulées. Au cours de ces réunions, il a été décidé que le plus ancien des titres, fleuron de l'éditeur DC, Detective Comics serait supprimé au numéro 480. Cette décision fut annulée après un débat important et ardu pour sauver le titre dans un bureau de DC. À la place, Detective fut fusionné avec le titre Batman Family qui avait de meilleures ventes.
Le 22 juin 1978, DC Comics a annoncé des licenciements de personnel et l'annulation d'environ 40% de sa ligne. Les éditeurs Al Milgrom et Larry Hama ont été deux des employés mis à pied.

## Titres annulés
Vingt séries ont été annulées brusquement, à la suite de leur dernier numéro :
- All Star Comics no 74 (septembre, date de couverture) — le no 75 fut publié plus tard dans Adventure Comics no 461 (janvier - février 1979) et no 462 (mars 1979) ; l'histoire continua jusqu'au no 466.
- Aquaman no 63 (août - septembre) — l'histoire d'Aquaman du no 64 fut publiée dans Adventure Comics no 460 (novembre 1978)
- Army at War no 1 (novembre)
- Batman Family no 20 (novembre) — fusionné avec Detective Comics dans le numéro no 481 (décembre 1978 - janvier 1979)
- Battle Classics no 1 (septembre) — titre de réimpressions
- Black Lightning no 11 (septembre) — no 12 fut publié plus tard dans World's Finest Comics no 260 (décembre 1979 - janvier 1980)
- Claw the Unconquered no 12 (août–septembre)
- Doorway To Nightmare no 5 (septembre) — fusionné avec The Unexpected
- Dynamic Classics no 1 (septembre) — titre de réimpressions
- Firestorm no 5 (octobre) — no 6 retravaillé dans The Flash no 294–296 (février - avril 1981). L'histoire fut publiée dans l'édition reliée Firestorm: The Nuclear Man (2011)[9].
- House of Secrets no 154 (octobre - novembre) — fusionné avec The Unexpected
- Kamandi: The Last Boy on Earth no 59 (septembre - octobre) — "OMAC" les histoires secondaires de Jim Starlin apparaissent dans The Warlord no 37–39 (septembre - novembre 1980)
- Mister Miracle no 25 (septembre)[10]
- Secret Society of Super Villains no 15 (juin - juillet) — Les personnages apparurent ensuite dans Justice League of America no 166–168 (mai - juillet 1979). Les histoires de Secret Society of Super-Villains no 16 et no 17 furent publiées dans Secret Society of Super-Villains vol. 2 (2012)[11].
- Secrets of Haunted House no 14 (octobre - novembre) — est relancé un an plus tard avec le numéro no 15 (Août 1979) ; le titre continua jusqu'au numéro no 46 (mars 1982)[12].
- Shade, the Changing Man no 8 (août - septembre) — L'histoire "Odd Man" de Steve Ditko apparait dans Detective Comics no 487. Les deux histoires Shade et Odd Man furent publiées dans The Steve Ditko Omnibus Vol. 1 (2011)[13].
- Showcase no 104 (septembre) — L'histoire de Deadman pour le no 105 apparait dans Adventure Comics no 464. L'histoire de Creeper pour le no 106 apparait dans The Creeper by Steve Ditko (2010)[14].
- Star Hunters no 7 (octobre - novembre) — Une histoire secondaire d'Adam Strange était prévue, elle apparait dans World's Finest no 262.
- Steel: The Indestructible Man no 5 (octobre - novembre) — l'histoire du no 6 est retravaillée pour All-Star Squadron no 8–9 (avril - mai 1982)
- The Witching Hour no 85 (octobre) — fusionne avec The Unexpected[15]

### Les annulations de 1978 sans rapport avec la DC Implosion
Onze autres titres ont été annulés en 1978, pour la plupart, ce sont des annulations « planifiées » et déjà annoncées dans les promos de DC.
- Challengers of the Unknown no 87 (juin – juillet, date de couverture)
- DC Super Stars no 18 (janvier – février)
- Freedom Fighters no 15 (juillet – août) — annulé quelques mois avant l'Implosion pour faire de la place à d'autres titres lors du DC Explosion ; l'histoire a été conclue dans Secret Society of Super-Villains, qui a été lui-même victime de l'Implosion.
- Karate Kid no 15 (juillet – août) — annulé quelques mois avant l'Implosion pour faire de la place à d'autres titres du DC Explosion ; la dernière histoire fut publiée.
- Metal Men no 56 (février – mars) — histoire conclue avec les Metal Men étant reconnus par les Nations unies comme étant des citoyens du monde et non comme une propriété.
- Our Fighting Forces no 181 (septembre – octobre)
- Return of the New Gods no 19 (juillet – août) — histoire conclue dans Adventure Comics no 459 et 460
- Shazam! no 35 (mai – juin) — fusionné dans World's Finest Comics no 253.
- Super-Team Family no 15 (mars – avril) – no 16 (la collaboration entre Supergirl et la Doom Patrol fut publiée dans The Superman Family no 191–193).
- Teen Titans no 53 (février)
- Welcome Back, Kotter no 10 (mars–avril) – Dernière histoire publiée dans Limited Collectors' Edition n°C-57.

## Cancelled Comic Cavalcade
Autour d'une trentaine de titres furent touchés. Une grande partie du travail non publié fut imprimé dans Cancelled Comic Cavalcade, une « série » ashcan (en) en deux numéros qui fut « publiée » durant l'été 1978, en nombre limité, uniquement pour établir le droit d'auteur de la société,. Le titre renvoi à la série des années 1940, Comic Cavalcade. Une partie du matériel déjà produit lors de l'annulation des publications, a été utilisé plus tard dans d'autres séries. Les deux volumes, composés de certaines de ces histoires précédemment inventoriées, ont été imprimés en noir et blanc par les membres du personnel de DC sur le photocopieur de bureau. Un total de 35 exemplaires de chaque volume ont été produits et distribués aux créateurs de ces histoires pour que le bureau du copyright américain et la Overstreet Comic Book Price Guide aient une preuve de leur existence. Considéré comme un objet de collection de valeur, l'ensemble des deux numéros avait une côte de 3 680 $ dans l'édition 2011-2012 du Comic Book Price Guide.
Le contenu variait entre des histoires finies et des illustrations incomplètes. Les couvertures présentaient de nouvelles illustrations : la première montrait des super-héros des titres annulés allongés, inconscients ou morts, sur le terrain ; la seconde montrait des super-héros de titres annulés chassés à coups de pied d'un bureau par un homme en costume et portant des lunettes. Le premier numéro avait un prix de 10 cents, tandis que le deuxième avait un prix de vente de 1$, mais la publication n'a jamais vraiment été proposée à la vente.
Cancelled Comic Cavalcade contenait les éléments suivants :

### Numéro 1
- Black Lightning no 12 (imprimé plus tard dans World's Finest Comics no 260)
- Claw the Unconquered no 13 et no 14
- The Deserter no 1[20],[21]
- Doorway to Nightmare no 6 (imprimé plus tard dans The Unexpected)
- Firestorm no 6 adapté plus tard en tant qu'histoire secondaire dans The Flash, la version originale fut publiée dans l'édition reliée de Firestorm: The Nuclear Man en 2011.
- Green Team: Boy Millionaires no 1 et no 2 sont sortis dans 1st Issue Special no 2.

### Numéro 2
- Kamandi no 60 et no 61 : les histoires secondaires de "OMAC" apparaissent dans Warlord no 37-39 (septembre - novembre 1980), les histoires de Kamandi furent publiées dans « Kamandi Challenge Special » en 2017
- Prez no 5
- Shade, the Changing Man no 9 : l'histoire « The Odd Man » apparaît dans Detective Comics no 487 (décembre 1979 - janvier 1980)
- Showcase no 105 mettant en vedette Deadman (plus tard imprimé légèrement modifié dans Adventure Comics no 464) et no 106 The Creeper
- Secret Society of Super-Villains no 16 et 17 ; publiés plus tard dans Secret Society of Super-Villains vol. 2.
- Steel no 6, réimprimé plus tard avec des modifications dans All-Star Squadron no 8–9 (avril - mai 1982)
- The Vixen no 1[22]
- Les couvertures pour Army at War no 2, Battle Classics no 3, Demand Classics no 1 et no 2, Mister Miracle no 26, Ragman no 6, Weird Mystery Tales no 25 et no 26, Western Classics no 1 et no 2

## Titres inédits
Parmi les nouvelles séries prévues, mais jamais publiées :
- Demand Classics (réimpression de séries) avec « Flash of Two Worlds » prévu pour le no 1.
- Deserter (un western)
- Vixen qui aurait été la première série mettant en vedette une super-heroïne afro-américaine ; le personnage est apparu plus tard dans la Ligue de Justice d'Amérique. Une histoire secondaire avec Harlequin aurait dû commencer avec le no 2.
- Western Classics (réimpression de séries)
- Starslayer, une création de Mike Grell publiée plus tard par Pacific Comics et First Comics[23],[24],[25].

Des histoires secondaires étaient prévues, mais les titres dans lesquels trois devaient apparaître, ont été annulés avant que les histoires soient produites ; les raisons pour les deux prévues pour Adventure Comics et qui sont restées inédites, sont inconnues :
- "Manhunter from Mars" dans Aquaman
- "Vigilante" dans Aquaman
- "Captain Comet" dans Secret Society of Super Villains
- "Metal Men" dans Adventure Comics
- "The Man from Neverwhere", une création de l'écrivain Roger McKenzie pour Adventure Comics, « une sorte de mélange d'elfe/magie/voyage dans le temps »[26].
- "Adam Strange" dans Star Hunters. L'histoire fut publiée dans le World's Finest Comics no 263 (juin - juillet 1980).